# Щ
Щ, щ (cursiva Щ, щ) es una letra del alfabeto cirílico. Presente en la mitad de los alfabetos cirílicos de idiomas eslavos es la vigésimo sexta letra en el alfabeto búlgaro; la vigésimo séptima el ruso; la trigésima en el ucraniano.
Su forma es una ligadura entre Ш y Т en Búlgaro; mientras que en ruso y ucraniano la ligadura és entre Ш y Ч.
En ruso se pronuncia de manera diferente a la letra Ш. Mientras que esta última corresponde al sonido habitual asociado por los angloparlantes marcado por el dígrafo 'sh', esta letra se pronuncia acercando la lámina de la lengua al paladar, expulsando el aire a la manera de una fricativa alveolo-palatal sorda.

## Tabla de códigos
| Codificación de caracteres | Tipo      | Decimal | Hexadecimal | Octal  | Binario             |
| -------------------------- | --------- | ------- | ----------- | ------ | ------------------- |
| Unicode                    | Mayúscula | 1065    | 0429        | 002051 | 0000 0100 0010 1001 |
| Unicode                    | Minúscula | 1097    | 0449        | 002111 | 0000 0100 0100 1001 |
| ISO 8859-5                 | Mayúscula | 201     | C9          | 311    | 1100 1001           |
| ISO 8859-5                 | Minúscula | 233     | E9          | 351    | 1110 1001           |
| KOI 8                      | Mayúscula | 253     | FD          | 375    | 1111 1101           |
| KOI 8                      | Minúscula | 221     | DD          | 335    | 1101 1101           |
| Windows 1251               | Mayúscula | 217     | D9          | 331    | 1101 1001           |
| Windows 1251               | Minúscula | 249     | F9          | 371    | 1111 1001           |
Sus códigos HTML son: &#1065; o &#x429; para la mayúscula, y &#1097; o &#x449; para la minúscula.